# Serge Masnaghetti
Serge Masnaghetti, né le 15 avril 1934 à Mancieulles (Meurthe-et-Moselle), est un footballeur français.

## Carrière
Ayant évolué dans les années 1960 à Valenciennes, cet avant-centre était réputé comme très complet : excellent technicien des deux pieds et de la tête, puissant, il était d'une efficacité redoutable. 
Il a la particularité de détenir le record du plus grand nombre de journées d'affilée avec au moins un but marqué : 17 buts en 13 journées de championnat, du 16 décembre 1962 au 21 avril 1963. Il est victime d'un accident cardiaque en décembre 1963 dont les conséquences l'obligent à arrêter sa carrière lors de la trêve de Noël 1965. 
Serge Masnaghetti a détenu le hat-trick le plus rapide du football français en marquant trois buts en sept minutes face à Nice en 1966. Son record est égalé par Sokrat Mojsov en 1971 puis battu par Matt Moussilou en 2005. 
Masnaghetti est ensuite resté fidèle à la ville de Valenciennes en y devenant d'abord entraîneur, puis chauffeur de taxi. Il est maintenant à la retraite et suit constamment les résultats de Valenciennes.

## Clubs
- avant 1959 :  AS Giraumont
- 1959-1966 :  Union Sportive Valenciennes-Anzin

## Palmarès
- Équipe de France A : 2 sélections, 1 but en 1963
- Vice-Champion de France de Division 2 en 1962 avec Valenciennes
- Meilleur buteur du championnat de France de Division 1 en 1963 avec 35 buts
- Meilleur buteur du Championnat de France de Division 2 en 1962 avec 21 buts

## Statistiques
- 155 matches et 90 buts marqués en 6 saisons de D1
- 33 matches et 21 buts marqués en 1 saison de D2